# Богданівська сільська рада (Мелітопольський район)
| Богданівська сільська рада — колишній орган місцевого самоврядування у Мелітопольському районі Запорізької області з адміністративним центром у с. Богданівка. Історична дата утворення — 1943 рік. Водоймище на території, підпорядкованій даній раді: річка Корсак. Сільській раді були підпорядковані населені пункти: - с. Богданівка - с. Степанівка Друга |

## Склад ради
Рада складалася з 16 депутатів та голови.

### Керівний склад ради
| ПІБ                      | Основні відомості                              | Дата обрання | Дата звільнення |
| ------------------------ | ---------------------------------------------- | ------------ | --------------- |
| Йолкін Сергій Михайлович | Сільський голова, 1952 року народження, освіта | 26.03.2006   | 31.10.2010      |

Примітка: таблиця складена за даними джерела